# Ștefan Balaban
Ștefan Balaban (n. 1890 – d. 1962) a fost un general român, care a luptat în cel de-al doilea război mondial.
- 1941 – 1942 - Șeful Statului Major al Corpului VI Armată.
- 1942 – 1943 - Comandantul Diviziei 1 Infanterie.
- 1943 – 1944 - Comandantul Brigăzii a 6-a Infanterie.
- 21 septembrie 1944 - 12 octombrie 1944 - General de brigadă, comandant al Diviziei 6 Infanterie
- 1947 - Trecut în rezervă.

## Decorații
- Ordinul „Steaua României” în gradul de ofițer (8 iunie 1940)[1]